# Paramphiascella coulli
Paramphiascella coulli är en kräftdjursart som beskrevs av Marcotte 1974. Paramphiascella coulli ingår i släktet Paramphiascella och familjen Diosaccidae. Inga underarter finns listade i Catalogue of Life.